# La Parrita, Tamaulipas
La Parrita är en ort i Mexiko.   Den ligger i kommunen Güémez och delstaten Tamaulipas, i den centrala delen av landet, 500 km norr om huvudstaden Mexico City. La Parrita ligger 198 meter över havet och antalet invånare är 202.
Terrängen runt La Parrita är platt. Runt La Parrita är det ganska tätbefolkat, med 60 invånare per kvadratkilometer. Närmaste större samhälle är Guillermo Zúñiga, 5,5 km nordväst om La Parrita. Omgivningarna runt La Parrita är en mosaik av jordbruksmark och naturlig växtlighet.